# Tatra 163 Jamal
Jamal 163 ist ein schwerer Lastkraftwagen der tschechischen Marke Tatra, der von 1999 bis 2015 produziert wurde.
Er war insbesondere für den Einsatz in schwierigem Gelände konzipiert. Für den Transport über öffentliche Straßen wurden spezielle Bauarten mit verminderter Nutzlast entwickelt.

## Geschichte
Der Tatra Jamal steht in der Tradition schwerer, geländegängiger Tatra-Nutzfahrzeuge: Hierzu gehören der Tatra 111, der nach dem Zweiten Weltkrieg eine entscheidende Rolle beim Wiederaufbau spielte und der Tatra 148, dessen Produktion 1982 eingestellt wurde. Danach wurden von Tatra bis Mitte der 1990er-Jahre nur noch Lastwagen in Frontlenker-Ausführung gebaut.
Einer der Auslöser für die Entwicklung des Jamal 163 war unter anderem der Wunsch russischer Kunden aus der sibirischen Arktis nach einem geländegängigen Langhauben-Muldenkipper mit luftgekühltem Motor.
Solche Motoren, wie sie von Tatra seit langem gebaut werden, bieten Vorteile gegenüber wassergekühlten: Hierzu gehören die einfachere Bauweise sowie eine höhere Betriebssicherheit insbesondere bei Temperaturen unterhalb des Gefrierpunkts.
Die Nachfrage nach einem Haubenfahrzeug ergab sich aus der – gegenüber Frontlenkern – besseren Zugänglichkeit des Motors bei Reparatur- und Wartungsarbeiten. Zugleich bietet dieses einen besseren Schutz der Fahrer gegen äußere Einflüsse. Hauptgrund für den Kundenbedarf nach dieser Bauart war jedoch der Wunsch, dass der Fahrer sich bei möglichen Reparaturen bei arktischen Temperaturen in der Kabine (die eine motorunabhängige Heizung aufweist) aufwärmen kann (bei Frontlenkern muss die Kabine bei Zugriffen auf den Motor gekippt werden).
Zwischen 1995 und 1998 wurde eine Vielzahl von Prototypen hergestellt. Dabei erwiesen sich vor allem die extremen Temperaturen Sibiriens im Winter sowie der Transport schwerer Lasten durch tiefen Morast in den Übergangsmonaten als besondere Herausforderung. 1997 wurde ein Prototyp in einem der rauesten Gebiete der sibirischen Arktis getestet und später einer Gasexplorations-Gesellschaft übergeben.
Nach vier Jahren Entwicklungszeit begann 1999 die Serienproduktion. Im gleichen Jahr wurde die Straßenzulassung, zunächst für Tschechien, die Slowakei und Russland genehmigt. 2015 endete die Produktion.

## Antrieb

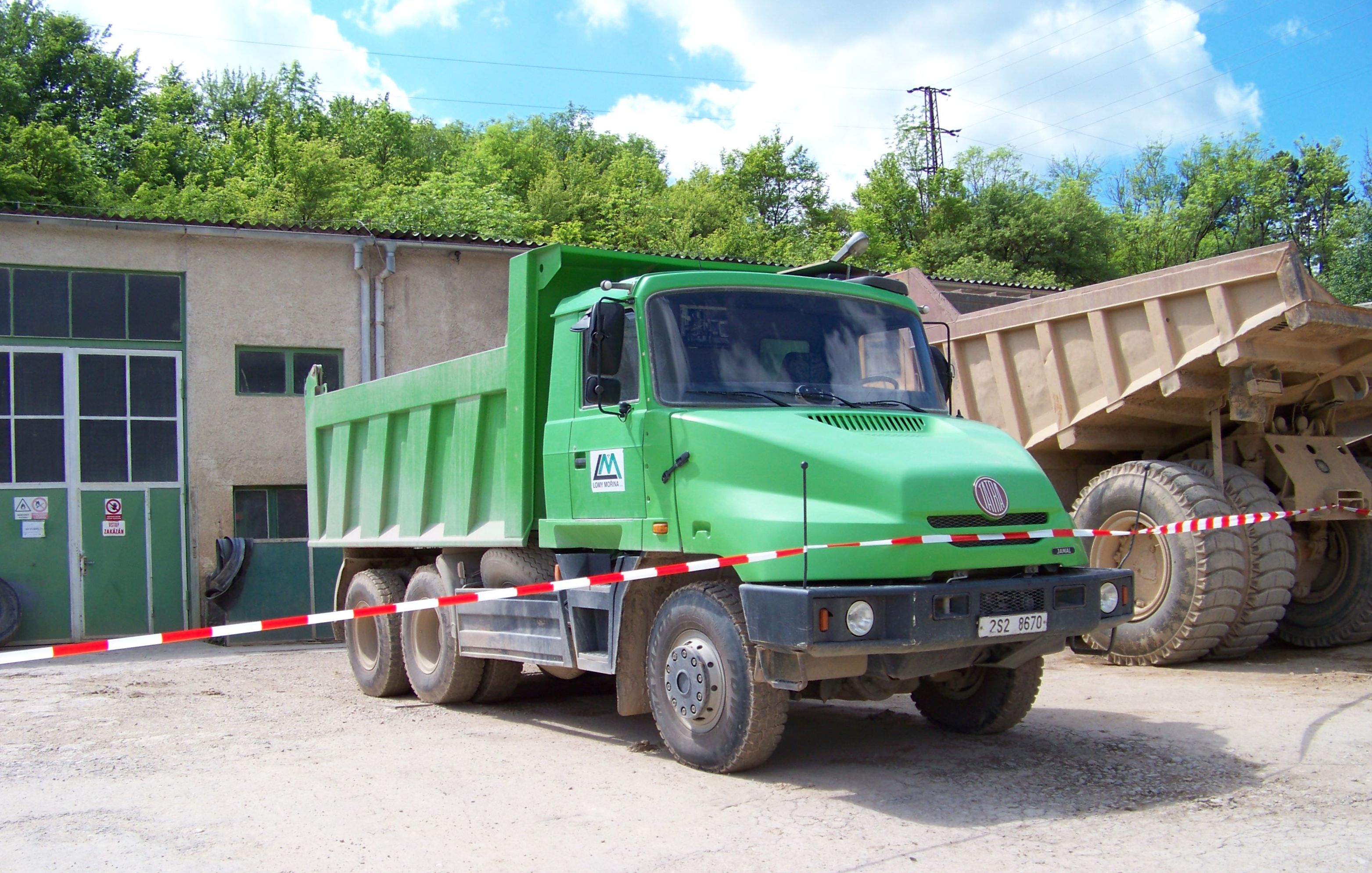
Tatra T 163 Jamal

Der Jamal 163 wurde mit einem luftgekühlten Tatra V8-Turbodieselmotor mit 12 bis 14 Liter Hubraum und 210 kW (285 PS) bis 320 kW (435 PS) ausgeliefert.
In der Fachliteratur gelten Motoren mit Luftkühlung als wenig oder gar nicht geeignet, um anspruchsvollen Emissionsvorschriften bei gleichzeitig hohen Motorleistungen zu entsprechen.
Nach Darstellung des Herstellers wurden mit den neu entwickelten Motoren gleichwohl die Abgasgrenzwerte bis Euro-5 eingehalten. Das Unternehmen sieht sich als weltweit ersten (und bisher einzigen) Hersteller von Lastwagen mit luftgekühltem V-8-Dieselmotor nach Euro-5-Norm. Auf Wunsch bot Tatra auch wassergekühlte Dieselmotoren anderer Motorenhersteller an.

## Fahrerhaus
Mit dem Jamal 163 bemühte sich Tatra erstmals wieder um ein modernes LKW-Fahrerhaus, um aktuellen Ansprüchen, auch an die Ergonomie des Arbeitsplatzes, zu genügen. Serienmäßig wurden zwei Sitzplätze angeboten. Durch den Einbau des Motors vor dem Fahrerhaus gab es keinen Motortunnel: Der Boden in der Kabine war daher durchgehend eben, so dass sich mehr Bewegungsfreiheit ergab und auch ein dritter Sitzplatz eingebaut werden konnte. Diese Sitze waren mit Seitenpolsterung versehen, um auch in Schräglagen dem Fahrer Halt zu bieten. Zusätzlich zur motorunabhängigen Zusatzheizung war eine Klimaanlage erhältlich.
Die Motorhaube wurde aus Schichtverbundstoffen gefertigt. Zum Schutz gegen (die bei luftgekühlten Motoren in der Regel höheren) Lärmemissionen war sie innen mit Stahlblech ausgekleidet.

## Fahrgestell
Tragendes Element des Fahrgestells war der von Tatra erfundene Zentralrohrrahmen, auch Tatra-Konzept genannt.
Seine Vorteile sind eine erhöhte Torsions- und Biegesteifigkeit. Darüber hinaus schützt dieser die innen liegenden Komponenten des Antriebsstranges gegen Gelände- und Wettereinfluss.
Die Achsen wurden als unabhängig voneinander pendelnde Halbachsen ausgeführt.
Diese Bauart, bei der die Halbachsen gelenklos um die Antriebswelle pendeln, ist eine weitere Besonderheit bei Tatra-Lastwagen, die von anderen LKW-Herstellern nicht verwendet wird. Der Jamal hatte keine Radnabenuntersetzung.
Er hat drei Achsen und ist entweder mit Vierrad- (6 × 4) oder mit Allradantrieb (6 × 6), erhältlich.

## Eigenschaften
Das vom Hersteller bewusst einfach gehaltene, Tatra-typische Grundkonzept mit Zentralrohrrahmen und Pendelachsen führte zu sehr guten Fahreigenschaften in schwierigem Gelände.
Zugleich wurde hiermit eine robuste Konstruktion erreicht, die zusammen mit luftgekühlten Motoren und dem Verzicht auf ausgefeilte Technik einen minimalen Wartungsaufwand erfordert. Der Jamal 163 wurde bewusst so konstruiert, dass jede Wartung oder eine eventuelle Reparatur ohne elektronische Diagnosesysteme vorgenommen werden kann. Ziel war es, das Fahrzeug jederzeit auch an zivilisationsfernen Orten – zur Not durch den Fahrer selbst – reparieren zu können.
Die Konzeption als Haubenfahrzeug führt zu einer geringen Fahrzeughöhe, sodass es auch in Bergwerken eingesetzt werden kann. Da hierbei der Motor vor der Vorderachse liegt, ergibt sich eine gleichmäßige Verteilung der Achslast und hierdurch ein stabileres Fahrverhalten.
Die Wattiefe betrug 1.200 mm. Die Bergsteigfähigkeit war bei 40 t Gesamtgewicht mit 90 % angegeben.
Der Tankinhalt betrug 220 Liter. Zur Erhöhung der Reichweite ohne nachzutanken wurden auch Kraftstofftanks mit 320 und 420 Liter angeboten.

## Ausführungen (Auswahl)
- Jamal T 163-321 RK4: Die Ausführung wurde als Chassis ohne Aufbau angeboten und war für Aufbauten der Straßenverwaltungen und Kommunen sowie für einseitig kippbare Mulden bestimmt. Er hatte ein zulässiges Gesamtgewicht von 33 t.
- Jamal T 163-331 RK4: Die Ausführung wurde als Chassis ohne Aufbau angeboten und war für dreiseitig kippbare Mulden bestimmt. Er hatte ein zulässiges Gesamtgewicht von 38 t.
- Jamal T 163-321 SK4: Die Ausführung wurde als Kipper mit einseitig kippbarer Mulde mit langem Schutzdach über dem Fahrerhaus angeboten. Er war für den Einsatz sowohl in schwierigem Gelände als auch für den Straßenverkehr vorgesehen. Er hatte eine Nutzlast von rund 19 t und ein zulässiges Gesamtgewicht von 33 t.
- Jamal T 163-33 ESKT: Die Ausführung wurde als Kipper mit einseitig kippbarer Mulde angeboten. Die hinten offene Mulde hatte eine hochgezogene Stirnwand mit langem Schutzdach. Er war für den Einsatz in schwierigem Gelände vorgesehen und in der EU nicht für öffentliche Straßen zugelassen. Er hatte eine Nutzlast von rund 25 t und ein zulässiges Gesamtgewicht von 40 t.
- Jamal T 163-33 ESKT/411: Die Ausführung wurde als Kipper mit einseitig kippbarer Mulde und langem Schutzdach angeboten. Er war für den Einsatz in schwierigem Gelände vorgesehen. Er wies eine Nutzlast von 24 t und ein zulässiges Gesamtgewicht von 40 t auf. Ohne Nutzlast (Leerfahrt) ist er für öffentliche Straßen zugelassen.